# Two Strike
Two Strike – jednostka osadnicza w Stanach Zjednoczonych, w stanie Dakota Południowa, w hrabstwie Todd.